# 超級瑪利歐創作家
《超級瑪利歐創作家》（香港和台湾又译作，中国大陆又译作，香港俗稱“孖寶製作大師”）是一款由任天堂情报开发本部第4开发组开发并由任天堂最初发行在Wii U平台上的 《超级马里奥》系列平台游戏。本作是《超级马里奥》系列诞生30周年的纪念作品。《超级马里奥創作家》的最大特点是整个游戏包含了一个完整的关卡编辑器系统，玩家可以通过Wii U的GamePad手柄去设计制作马里奥的关卡；并可以将自己设计制作的关卡通过上传至任天堂的服务器与全世界的玩家共享。此外游戏还包括了选自初代《超级马里奥兄弟》、《超級瑪利歐兄弟3》、《超級瑪利歐世界》和《新超级马里奥兄弟U》等游戏中的经典关卡。
《超级马里奥創作家》最初于2014年的E3游戏展上以“Mario Maker”之名正式公布，后更名为现名称。游戏于2015年9月10日起在日本地区发售，欧美地区在9月11日发售。游戏获得了游戏业界的优秀口碑。
本作是任天堂情报开发本部最后一款制作的游戏作品，發售6日後與任天堂企划开发本部合并，成為任天堂企划制作本部。

## 遊戲玩法
《超級瑪利歐創作家》是一款具關卡編輯器的遊戲。旨在於讓玩家發揮創意使用編輯工具和素材包創作出自己心中理想的關卡。同時，玩家也可透過「關卡機器人」機能下載其他玩家的關卡。此外，玩家也可遊玩有由任天堂公司出品的「超級瑪利歐挑戰」模式。
遊戲的3DS版本無法自行上傳關卡，儘可透過「擦肩通訊」方式分享關卡。但3DS版本依然可以游玩通过wii U版本上传的关卡。
任天堂將於2021年3月31日結束Wii U的上傳服務。（遊戲已經在2021年4月1日下午2時（UTC+08:00）結束上傳服務營運）

## 開發
早在20世紀90年代之前，任天堂公司就開始探索遊戲編輯器的概念。因此在1994年，任天堂公司提交一個關於玩家自定義遊戲的關卡編輯器的設計專利。遊戲原本為僅供公司内部遊戲關卡編輯器。但隨著時間推移，開發團隊逐漸意識到其具有作爲遊戲單獨發售的潛力，並將想法告知當時正在計劃運用Wii U的GamePad機能來製作遊戲「馬里奧畫圖」的高級遊戲設計師手塚卓志。 得知此想法后的他，意識到這一想法比原本開發的作品更具有市場價值及開發前景。在接受Polygon的采訪時的他指出：設計關卡並非像繪圖遊戲一樣遙不可及。在我得知這一想法時，決定將「馬里奧畫圖」的樂趣與本作融合一體。
2016年9月1日公开的任天堂直面会上，任天堂宣布本作将登陆任天堂3DS平台，並于2016年12月1日在日本地区发售，2日在欧美地区发售。

## 评价
中国大陆杂志《游戏机实用技术》打出27/30。
亚马逊评选此游戏为2015年年度最佳游戏。

### 銷量
- 遊戲在北美地區發售的前三週時已售出445,000份。截至2015年9月底，已售出超過500,000份。[28][29][30]
- 2016年1月中旬，遊戲在美國地區銷量已達到100萬。[31]遊戲的3DS版本在日本地區發布首周內纍計銷售162,180份。[32]截至2017年3月底，3DS版總銷量已達到234萬份。[33][34]

### 獎項
| 年份 | 獎項                     | 分類                    | 結果 | 備注   |
| ---- | ------------------------ | ----------------------- | ---- | ------ |
| 2015 | 科隆遊戲獎               | 最佳Wii遊戲             | 獲獎 | [ 35 ] |
| 2015 | 科隆遊戲獎               | 最佳家庭遊戲            | 提名 | [ 35 ] |
| 2015 | 科隆遊戲獎               | 最佳社交/休閒/線上遊戲  | 獲獎 | [ 35 ] |
| 2015 | 游戏大奖                 | 年度最佳遊戲            | 提名 | [ 36 ] |
| 2015 | 游戏大奖                 | 最佳家庭遊戲            | 獲獎 | [ 36 ] |
| 2015 | 國家電子遊戲行業研究院獎 | 2D與3D控制設計          | 獲獎 | [ 37 ] |
| 2015 | 國家電子遊戲行業研究院獎 | 遊戲設計                | 提名 | [ 37 ] |
| 2015 | 國家電子遊戲行業研究院獎 | Game, Franchise Family  | 獲獎 | [ 37 ] |
| 2015 | 國家電子遊戲行業研究院獎 | Use of Sound, Franchise | 提名 | [ 37 ] |
| 2016 | 年度兒童選擇獎           | 最受歡迎的電子遊戲      | 提名 | [ 38 ] |
| 2016 | D.I.C.E.獎               | 年度最佳家庭遊戲        | 獲獎 | [ 39 ] |
| 2016 | 英國學院兒童獎           | BAFTA兒童投票遊戲       | 提名 | [ 40 ] |

## 續作
本作續作《超級瑪利歐創作家2》于2019年6月28日於任天堂Switch上發行，增加了《超級瑪利歐3D世界》的素材以及对繁简中文的支持。